# Ронделетии
Ронделетии (лат. Rondeletia) — род лучепёрых рыб монотипического семейства ронделетиевых (Rondeletiidae). Глубоководные рыбы. Родовое название дано в честь французского зоолога и естествоиспытателя Гийома Ронделе.

## Описание
Тело китообразной формы, дряблое, без чешуи. Голова большая, кубовидная; слизистые полости на макушке головы нечёткие, покрыты толстой кожей. Глаза маленькие. Рыло очень длинное; носовой орган умеренно развит; задняя ноздря с большим треугольным кожным лоскутом. Рот большой, почти горизонтальный, окончания челюстей не выходят за пределы заднего края глаза. Зубы мелкие и плотно посаженные на челюстях, есть зубы на сошнике. Жаберные тычинки хорошо развиты, похожи на пластинки. Спинной и анальный плавники расположены напротив друг друга и сдвинуты далеко к задней части тела. В плавниках нет колючих лучей. Брюшные плавники субабдоминальные. Боковая линия представляет собой вертикальные ряды сосочков, которые не поддерживаются чешуйками. Фотофоры, люминистентные ткани и пещеристая железистая ткань отсутствуют. Плевральные ребра есть. Позвонков 24—27. Прижизненная окраска оранжево-коричневая, ротовая и жаберные полости красно-оранжевые.

## Классификация
В состав рода включают два вида:
- Rondeletia bicolor Goode & Bean, 1895 — Атлантическая ронделетия. Западная Атлантика, единичные находки в южной Атлантике и Тихом океане. Обитают на глубине около 3000 м. Максимальная длина тела 11,2 см[6].
- Rondeletia loricata Abe & Hotta 1963 — Колючая ронделетия. Тропические и тёплые умеренные воды всех океанов. Обитают на глубине от 100 до 3500 м. Совершают суточные вертикальные миграции, поднимаясь в ночные часы ближе к поверхности воды. Максимальная длина тела 11,0 см[7].